# Saint-Denis-d'Aclon
Saint-Denis-d'Aclon é uma comuna francesa na região administrativa da Normandia, no departamento de Sena Marítimo. Estende-se por uma área de 2,42 km². Em 2010 a comuna tinha 134 habitantes (densidade: 55,4 hab./km²).